# Bažant bělolící
Bažant bělolící (Polyplectron germaini) je středně velký, tmavě hnědý bažant. Je přibližně 60 cm dlouhý. Jeho opeření je jemně tečkované, horní část těla a ocas, který je u samce tvořen 20 ocasními pery, jsou zdobené výraznými fialovomodrými oky. Kůže okolo oka je lysá, červeně zbarvená, oko je hnědé. Na hlavě má krátkou chocholku. Samice je menší a má jen 18 ocasních per. Je podobný příbuznému bažantovi pavímu (Polyplectron bicalcaratum)
Bažant bělolící se vyskytuje pouze v jižní Asii, obývá suché listnaté lesy jižního Vietnamu a východní Kambodže.